# StarCraft
StarCraft (від англ. star craft — букв. «зоряне ремесло») — це науково-фантастична стратегія в реальному часі, розроблена і видана Blizzard Entertainment для Microsoft Windows 31 березня 1998 року. Гра започаткувала однойменну серію та франшизу із спутньою продукцією. В 1999 році була випущена версія для Mac OS Classic, а 13 червня 2000 року — адаптація під Nintendo 64. Робота над грою почалася незабаром після виходу Warcraft II: Tides of Darkness в 1995 році. StarCraft дебютувала в 1996 на E3, але отримала не вельми схвальні відгуки через ігровий рушій, аналогічний Warcraft II. В результаті проект був повністю перероблений, а потім представлений громадськості на початку 1997 року, отримавши набагато позитивніші відгуки.
Події гри відбуваються на початку XXVI століття, описуючи галактичне протистояння трьох космічних рас в віддаленій частині галактики Чумацький Шлях, відомої як Сектор Копрулу. На фоні розпаду держави терранів — винахідливих земних колоністів, відбувається вторгнення рою комахоподібних зергів та древніх і вискорозвинених, але консервативних, протоссів.
Багато з журналістів галузі відеоігор високо оцінили StarCraft як найкращу і найбільш важливу з відеоігор всіх часів за те, що Blizzard підняли планку розробки ігор реального часу. З більш ніж 11 мільйонами копій, проданих по всьому світу за станом на лютий 2009 року, StarCraft є однією з найбільш продаваних ігор для ПК. Гра отримала високу оцінку за новаторство використання унікальних функцій протиборчих сторін в ігровому процесі стратегій в реальному часі, і за реалістичну, в рамках фантастики, історію. StarCraft є особливо популярним в Південній Кореї, де гравці і команди беруть участь в професійних змаганнях, отримують спонсорську підтримку і беруть участь в телевізійних турнірах.
StarCraft має свою сюжетну лінію, адаптовану та розширену через серію романів та доповнення StarCraft: Brood War. Продовження StarCraft II: Wings of Liberty було випущено в липні 2010 року. Перевидана версія оригіналу та доповнення вийшла 14 серпня 2017 року. Оригінальна гра разом з доповненням 19 квітня 2017 року стала безкоштовною.

## Ігровий процес

Сутичка у StarCraft: террани обороняють свою базу від зергів

### Основи
Гра є класичною стратегією в реальному часі, що передбачає збір ресурсів, витрачання їх на розбудову бази і створення армії для знищення противника. Кожна з протиборчих сторін має власний набір споруд, військ, і шляхи розвитку. Відкриття нових споруд, військ і спеціальних можливостей для них відбувається шляхом будівництва певних базових споруд і вивчення вдосконалень у вже наявних базових та спеціальних.
Режим кампанії пропонує три кампанії за різні раси, які формують цілісну історію. Споруди, війська та можливості для них поступово відкриваються вподовж місій, поступово знайомлячи гравця з ігровим процесом і світом гри.
Однокористувацький режим дозволяє зіграти проти комп'ютера, попередньо вибравши расу, противника, рівень складності і карту поля бою. При цьому протягом гри можливо отримати всі доступні війська і технології.
У багатокористувацькому режимі можна так само грати за обраними параметрами з іншими гравцями (як і проти комп'ютерного опонента) через LAN, модем, чи підключившись до безкоштовного сервера Blizzard Entertainment під назвою «Battle.net».

### Розбудова бази
На початку гри гравець володіє головною спорудою (командним центром, нексусом або інкубатором), що є центром бази та стоїть біля родовищ ресурсів, і 4-ма робітниками. У головній споруді можна замовити нових робітників, які видобувають ресурси і зводять інші споруди. У грі є два основних види ресурсів: мінерали й газ. Мінерали можна видобувати безпосередньо з родовищ, які зображаються у вигляді кристалів. Для видобутку газу потрібно будувати особливу споруду на гейзерах (у терранів — фабрику, у протоссів — асимілятор, у зергів — екстрактор). Ресурси потрібні для побудови будь-яких споруд, замовлення військ та вивчення вдосконалень, тому їх видобуток є першочерговим завданням гравця. Що технологічніший юніт чи споруда, то більше потрібно мінералів та газу для його створення. Родовища мінералів у процесі гри не поновлюються, а видобуток газу після вичерпання його запасів необмежено продовжується зі швидкістю вчетверо меншою.
Кількість бойових одиниць у кожного гравця обмежена й визначається очками населення, який залежить від кількості унікального для кожної раси додатковго ресурсу. У різних рас він має різні назви: провіант — у терранів, очки контролю — у зергів, псі — у протоссів. Початкові очки забезпечує головна споруда, решту дають унікальні джерела. Так, у терранів це склади, а в протоссів пілони. У зергів контроль забезпечується не спорудою, а особливою істотою (Владика); при цьому базова бойова одиниця зерлінг потребує лише 1/2 одиниці контролю. Максимальна величина цього ресурсу для кожної раси обмежена величиною 200. Втім, обмеження розміру армії не поширюються на чужі війська, які беруться під контроль.
Всі будівлі, бойові одиниці й робітники мають три основних параметри: очки здоров'я/міцності (англ. hit points), очки енергії (англ. energy points) та очки силового поля (англ. shield points). Отримувані ушкодження спочатку віднімаються від силового поля, потім від очок здоров'я. Боєць (будівля, робітник) знищується, коли кількість очок здоров'я падає до нуля, але зберігає повну ефективність незалежно від наявних ушкоджень. Очки енергії використовуються для різноманітних специфічних можливостей, як дистанційна розвідка чи телепортація. Очки силового поля та енергії поступово поновлюються. Сильно пошкоджені будівлі починають горіти, від чого їхня міцність повільно зменшується, навіть якщо їх ніхто не атакує.

### Війська і бої
Атаки на ворога і захист від ворожих атак робиться за допомогою призначених для цього споруд і бойових одиниць. Вони мають різні параметри та ефективність проти ворожих військ і споруд. Не всі війська здатні атакувати, до прикладу, існують виключно розвідувальні.
Бойові одиниці поділяються на наземні та повітряні та різну спеціалізацію. Наприклад Вогнеметник (англ. Firebat) дуже ефективний проти піхоти, але не може атакувати повітряні одиниці. Ракетна турель терранів (англ. Terran Missile Turret) може атакувати лише повітря, а «Охоронець» зергів (англ. Zerg Guardian) є повітряним юнітом, який може атакувати лише наземні. В StarCraft: Brood War є також повітряні юніти, здатні атакувати лише у повітрі.
За ігровою механікою юніти поділяються на малі, середні та великі, від чого залежить скільки ушкоджень вони отримають від атак на них. Втім, видимі розміри виконані не в точному масштабі. На істот різного розміру діють або не діють різні типи атак. Нормальні атаки зачіпають всіх, вибухові — лише великих, а отримати контузію і при цьому стати тимчасово недієздатними можуть лише малі. Також розмір визначає можливість поміститися в транспорт. Не всі атаки є однаково точними. Так боєць, який атакує ворога, що стоїть на узвишші або ховається серед дерев, може промахуватися. Якщо деякі можуть атакувати пострілами (на відстані), інші — лише в ближньому бою.
У грі є можливість приховування юнітів. Такий юніт не є абсолютно непомітним, його пересування можна помітити за викривленням зображення місцевості, але він не може бути атакованим, хоча і може постраждати від вибухів неподалік. Окремі юніти та будівлі мають специфічну здатність «детектор», і роблять прихованих юнітів видимими, доки ті перебувають в зоні їх дії.
Територія карти вкрита «туманом війни», який розсіюється в радіусі огляду бойових одиниць і навколо споруд. Коли поряд немає дружніх одиниць, територія знову частково покривається «туманом війни», але зберігається інформація про ландшафт. Бійці мають різні радіуси огляду і атаки.
За рівних умов жодна з рас не має переваги перед іншою, що зветься ігровим балансом. Баланс формують такі умови як характеристики бойових одиниць, їхні спеціальні можливості, початкова кількість ресурсів, їх розташування, розміщення бази відносно інших гравців тощо.

### Раси

Піхотинець терранів, що представляє цю расу при виборі кампанії

#### Террани
Террани — люди, нащадки земних злочинців-колоністів, кораблі яких опинилися в секторі галактики під назвою Копрулу. Під час обрушення одного корабля колоністи опинилися на невідомій планеті, що потім стала їхньою столицею Тарсонісом, і згодом колонізували навколишні планети та знайшли екіпажі решти кораблів, утворивши Конфедерацію. Війська терранів більшою мірою орієнтовані на перестрілки, а бази — на оборону. Піхота ефективна групами, але окремі бійці можуть тимчасово посилюватися стимуляторами, жертвуючи часткою здоров'я. Будівлі здатні зводитися в будь-якому зручному місці, а більшість їх можуть перелітати по повітрю. Разом з тим вони займають багато місця, довго будуються і після знищення вибухають. Робітники терранів найміцніші з усіх, у них 60 одиниць здоров'я (у інших — 40), і можуть атакувати ворогів. Вони наділені здатністю ремонтувати техніку й споруди. За наявності радара, террани вміють миттєво розвідувати віддалені території. Також мають невидимі війська — спецпризначенців «привидів».

#### Протосси
Протосси — високорозвинута гуманоїдна раса, яку створили прадавні боги зел'наґа (англ. Xel'Naga). Юніти цієї раси сильні й захищені енергетичними щитами, які приймають на себе атаки і з часом відновлюються. Багато видів бійців володіють унікальними здібностями, що вимагає контролю з боку гравця над кожним з них. Будівельники можуть почати одразу кілька будівництв і надалі вони тривають автоматично. Проте радіус встановлення споруд знаходиться в межах дії пілонів, які живлять їх енергією. Лікуватися і ремонтувати будівлі й техніку протосси не здатні. Більша частина зброї має велику площу ураження і тому ефективна проти зергів, які зазвичай нападають великими щільними групами. Також мають невидимі війська.

#### Зерги
Зерги — комахоподібна раса, створена зел'наґа у зв'язку з тим, що вони не вдовольнилися результатами створення протоссів. Більшість істот цієї раси не є мислячими, а телепатично контролюються істотою Надрозумом і церебралами через спеціалізовані касти зергів. Після Війни виводків місце Надрозуму посіла Королева Клинків (англ. Queen of Blades), людська жінка Сара Керріган, колишня лейтенант повстанців із групи «Синів Корхалу». Зерги покладаються на кількість війська і швидкі атаки. Всі юніти цієї раси, в тому числі й споруди, є живими істотами. Війська різних типів розвиваються з універсальних личинок, яких автоматично продукує головна споруда, інкубатор, і цей процес швидший, ніж замовлення військ в інших рас. Будівництво вимагає пожертвування робітника та наявності слизу, який поширюється навколо інших споруд. Багато воїнів уміють закопуватися, стаючи непомітними для ворога, а споруди з часом самі лікуються. Не мають невидимих військ.

## Сюжет

### Кампанія терранів
2499 року в секторі Чумацького Шляху Копрулу, на планеті Мар-Сара шериф Джим Рейнор зі своїм загоном зустрічаються з невідомими досі агресивними істотами — зергами. Конфедерація Терранів відмовляє в допомозі мирним жителям, евакуюючи лише війська. Рейнор разом зі спецпрзначенцем Сарою Керріган береться допомагати оборонятися проти зергів і знищує заражений командний центр. Ці дії уряд розцінює як зраду та арештовує Рейнора. На свободу Джима випускає повстанська організація «Сини Корхалу», метою якої є повалення тиранії Конфедерації. Джим приєднується до них разом із генералом Конфедерації Едмундом Дюком.
Розслідування, перемежоване з боями, показує, що зергів на планети терранів приманив пристрій псі-випромінювач. При цьому атак зазнали ті планети, які чимось не сподобалися Конфедерації. Однак в конфлікт втручається третя сторона — високорозвинені гуманоїди протосси. Їхній флот обстрілює заражені зергами планети, знищуючи і зергів і терранів.
«Сини Корхалу» вирішують скористатися цим для повалення Конфедерації. Вони добувають креслення псі-випромінювачів і встановлюють кілька пристроїв на густонаселених планетах, включаючи столицю, Тарсоніс. Основні планети в результаті стають жертвами вторгнення зергів, а вціліле населення переходить під контроль «Синів Корхалу». Ті, виступаючи як захисники людства, засновують нову державу — Домініон терранів.
Тим часом протосс Тассадар під час атаки на Тарсоніс намагається врятувати людей, висадивши десант на космічну платформу «Новий Ґеттісберг», на якій розташовувався головний Вулик зергів. Очільник повстанців Арктур Менгск посилає на платформу Сару Керріган, аби знищити протоссів та забезпечити захоплення Тарсонісу зергами. Коли атака вдалася, Менгск ігнорує запит Сари на евакуацію, залишивши її на вірну смерть. Джим Рейнор, вражений таким вчинком свого лідера, покидає Тарсоніс і припиняє службу Домініону.

### Кампанія зергів
Лідер зергів, істота Надрозум, обрав Керріган для своїх планів за її видатні псі-здібності. Він захоплює Керріган і переносить її на планету Чар. Там вона перетворюється на Королеву Клинків, напів-зерга, напів-людину. Телепатичні сигнали Керріган прикликають на Чар Джима Рейнора і Тассадара. Розлючений Менгск посилає туди ж флот на чолі з Едмундом Дюком. Зерги розбивають флот, а Рейнор зустрічається з Королевою Клинків, яка все ж зберігає йому життя.
В цей час протосси користуються допомогою вигнанців свого народу, Темних Тамплієрів. Ті беруться розірвати зв'язок між Надрозумом і підлеглими йому організмами. Але з'ясовується, що Темний Тамплієр Зератул, виконуючи своє завдання, випадково увійшов в ментальний контакт з Надрозумом, чим видав місцерозташування рідної планети протоссів — Айюру. Зерги спрямовують свій Рій на Айюр, де перемагають вище керівництво протоссів, Конклав. Надрозум прибуває до Айюру, спустошеного битвами, і висаджується на планету.

### Кампанія протоссів
Протоси придумують новий спосіб боротьби із зергами. Тассадар пропонує вбивати Церебралів — істот-керівників Рою нижчого порядку. Претор Фенікс пробирається до одного з Церебралів та вбиває його, але Надрозум поновлює втрату. Цей провал дає підстави Конклаву визнати тактику Тассадара єрессю. Фенікс згодом гине, але його рятують від остаточної смерті, перетворивши на кіборга Драгуна.
Тассадар, переслідуваний Вершителем, посланим Конклавом, вирушає на Чар, де знаходить Рейнора. Там Тассадара наздоганяє погоня, але той переконує Вершителя не заарештовувати його. Тассадар пропонує визволити з лабораторії терранів Зератула, сила якого може знищити Надрозум. Після повернення на Айюр, суддя Алдаріс наказує стратити Тассадара і всіх Темних Тамплієрів. Ті не здаються і ситуація настільки загострюється, що загрожує початком громадянської війни. Тассадар добровільно здається Алдарісу, щоб не допустити більших жертв. Зератул ховається, а Фенікс, Вершитель і Рейнор беруться визволяти Тассадара.
Звільнивши Тассадара, Рейнор з Феніксом, Вершителем та Зератулом переконують Алдаріса об'єднати зусилля проти зергів. Протосси атакують Церебралів, чим ослаблюють Надрозум. Тассадар, не бажаючи втрачати нагоди, спрямовує свій флагман «Гантрітор» на Надрозум. Він пропускає при цьому крізь себе енергію Темних Тамплієрів, чим вбиває Надрозум, але гине сам.

## Розробка
Blizzard Entertainment почали роботу над StarCraft в 1995 році, невдовзі після випуску Warcraft II: Tides of Darkness. Успіх серії Warcraft спонукав Blizzard завершити StarCraft в якомога коротші терміни для отримання прибутків. Розробники застосували ігровий рушій Tides of Darkness. Готовий продукт планували до випуску вже 1996 року. Вперше StarCraf була представлена на виставці E3 1996. Ця версія, створена командою на чолі з Бобом Фітчем, була розкритикована як «Warcraft в космосі». Робота над виправленнями загальмувала через працю над Diablo (1996). Її високі продажі й схвальні відгуки закріпили репутацію Blizzard як творців якісних відеоігор. Для підтриманя репутації було ухвалено рішення витратити більше часу і ресурсів на StarCraft, поки гра не буде доопрацьована.
Розробники сконцентрувалися на створенні суттєво різних протиборчих сторін. Відеоігровий продюсер Білл Роупер зазначив, що Warcraft II нагадувала шахи з протиборчими сторонами, різними лише за виглядом. Натомість StarCraft мала три зовсім різні раси, зі своїми військами, спорудами, шляхами розвитку, дозволяючи гравцеві створювати численні унікальні тактики й стратегії. Рушій довелося переписати на C++ (з Watcom C) з метою реалізації задуманих можливостей і ефектів. Серед них: ізометрична проєкція гри, голосовий чат, швидке і коректне збереження прогресу, одночасна наявність до 1600 юнітів на карті, визначення шляхів самими бойовими одиницями. За спогадам Фітча, програмісти трудилися часом по дві доби підряд. На початку 1997 року була показана нова версія, що отримала схвальні відгуки.
5 серпня 2016 року на різних ресурсах відбувся анонс HD-перевидання StarCraft. Воно вийшло 14 серпня 2017 і має текстури підвищеної якості, підтримку роздільності 4K та оновлені діалоги й відеовставки. Оригінальна гра перед цим стала безкоштовною.

## Доповнення і продовження
- StarCraft: Insurrection — доповнення для StarCraft, випущене 31 липня 1998-го року. Розроблене Aztech New Media, воно містить три кампанії, не пов'язані з оригінальними, але які відбуваються паралельно їм. Крім того включає велику кількість карт для багатокористувацької гри[11][12].
- StarCraft: Retribution — доповнення для StarCraft, випущене в 1998 році. Розроблене WizardWorks Software, воно так само містить три кампанії, не пов'язані з оригінальними, і нові карти. Але в цьому доповненні були додані в гру нова музика і звукові ефекти[12][13].
- StarCraft: BroodWar — доповнення для Starcraft, що вийшло в листопаді 1998-го року. Доповнення продовжує сюжет оригінальної гри, зосереджуючись на вторгненні в сектор Копрулу землян. Надає три нових кампанії за кожну расу, нові юніти і ландшафти для карт.
- StarCraft II — продовження гри, яке складає трилогію: Wings of Liberty, Heart of the Swarm, і Legacy of the Void. Ігровим процесом продовження подібне до першої частини. Сюжет завершує всю основну історію Starcraft, надаючи по кампанії за кожну расу в кожній з частин трилогії.
- StarCraft Universe — фанатська MMO, раніше відома як World of StarCraft. Розроблена студією Upheaval Arts і схвалена Blizzard, ця гра є модифікацією StarCraft II. Доступна для бета-тестування всім користувачам Battle.net з липня 2016[14].